# Linka M1 (metro v Budapešti)

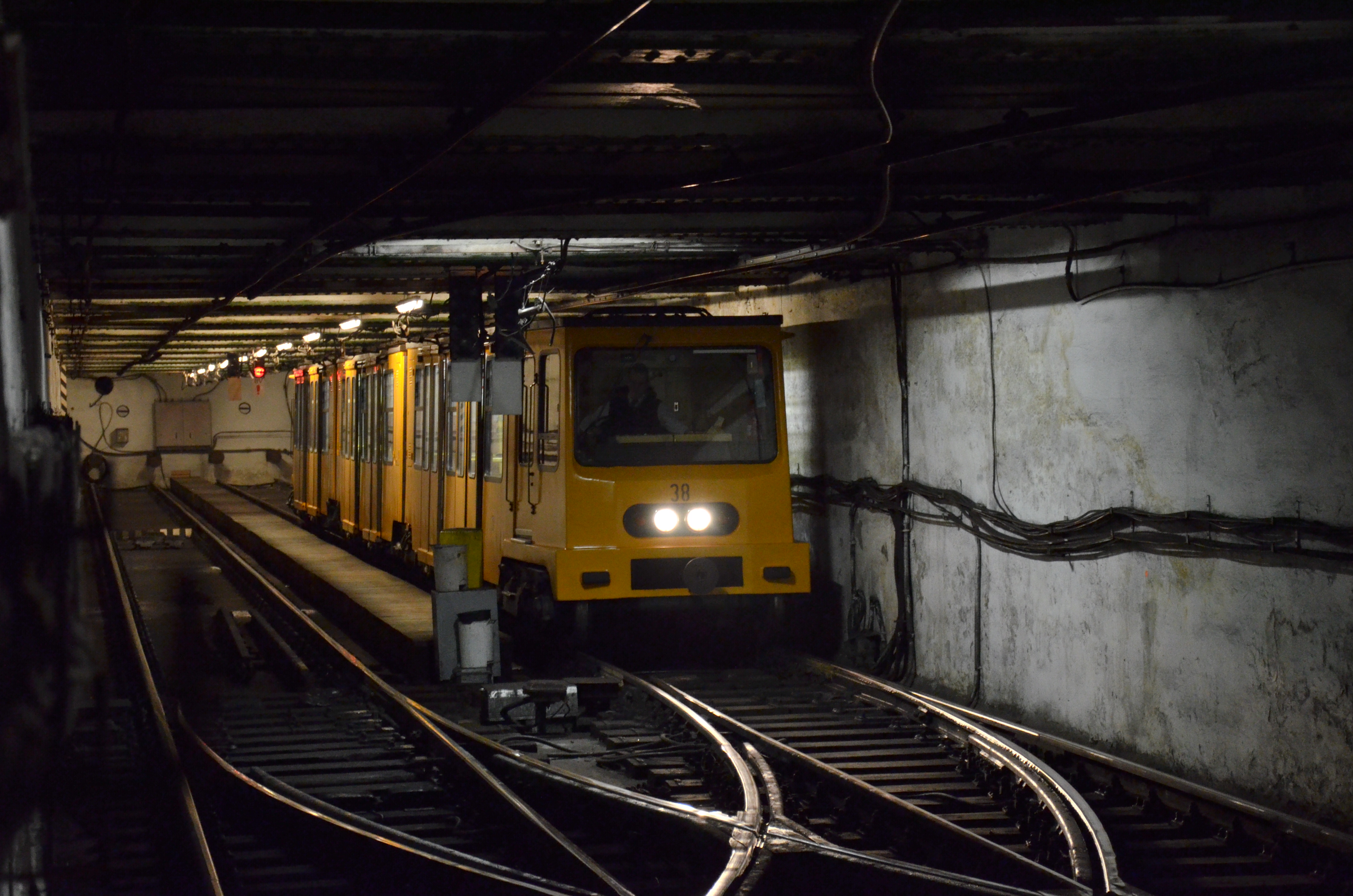
souprava metra na obratových kolejích ve stanici Vörösmarty tér

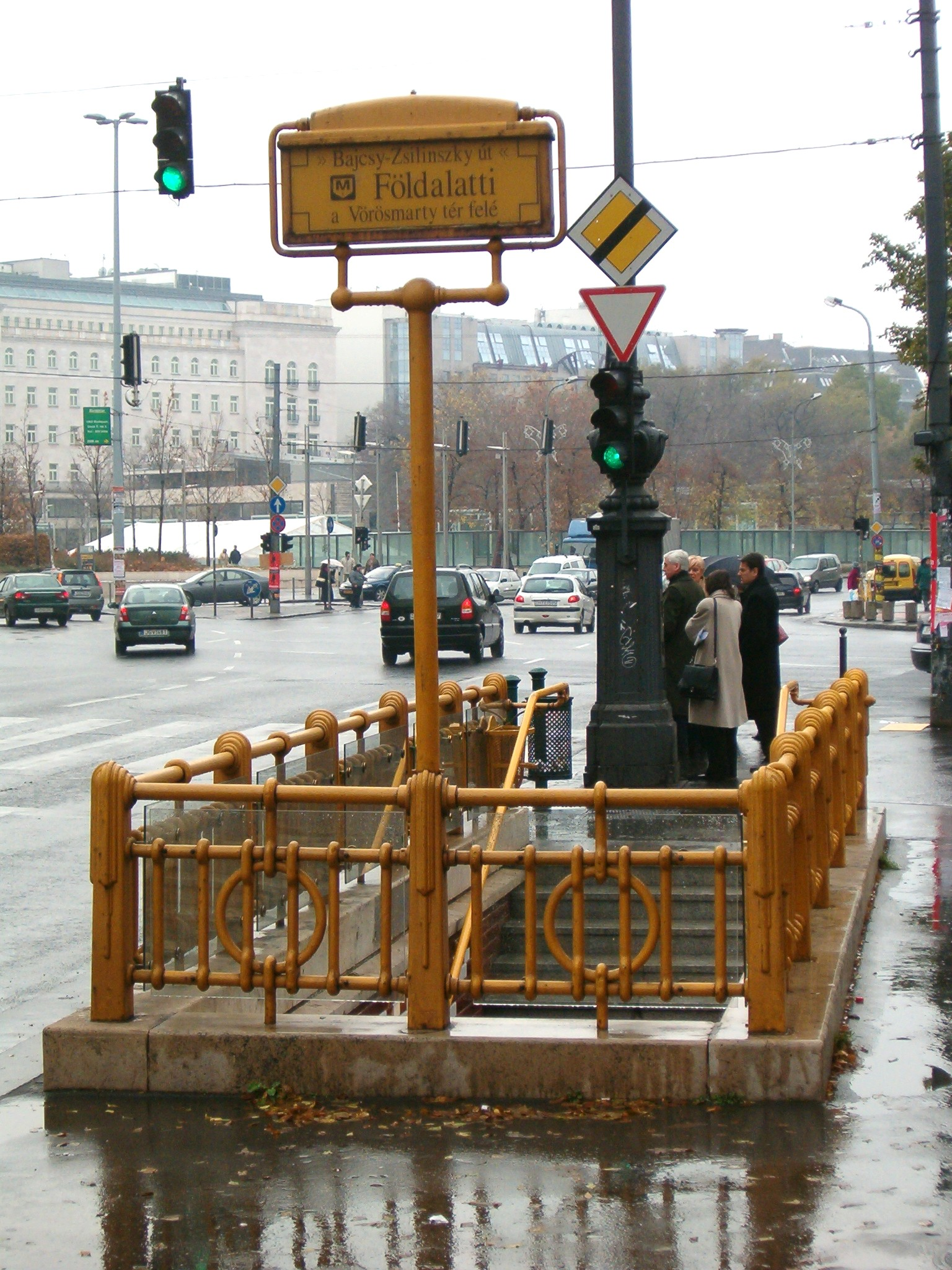
vstup do stanice Bajcsy-Zsilinszky út, ve směru na Vörösmarty tér

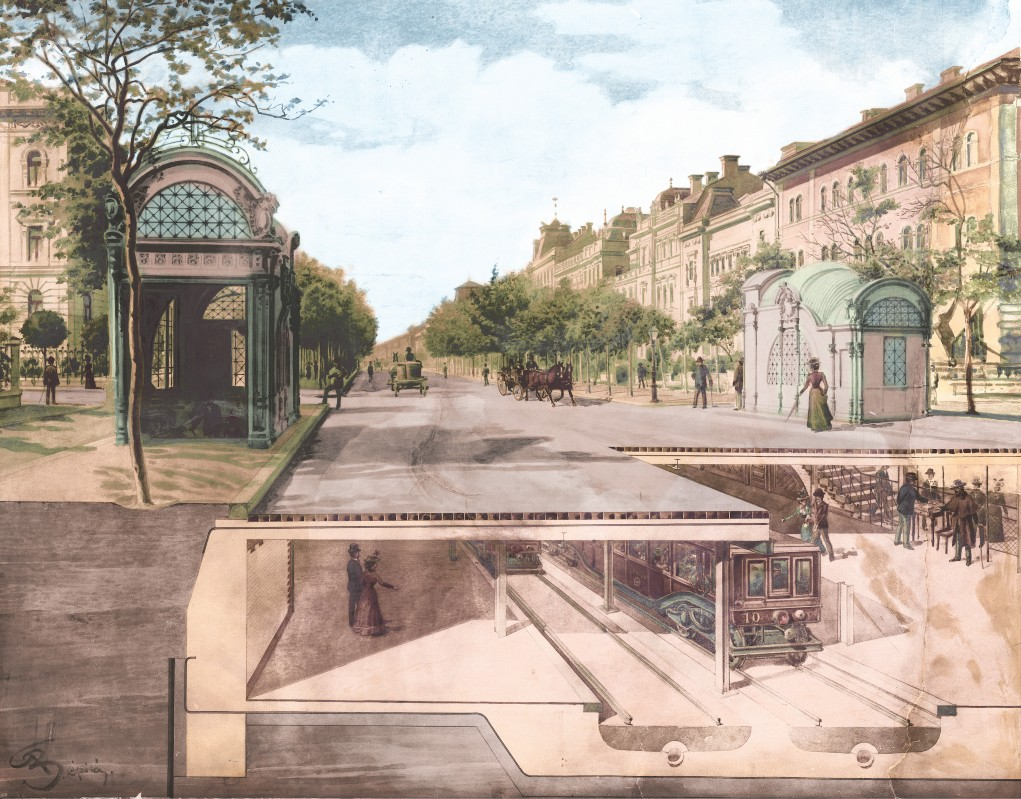
vyobrazení stanice Vörösmarty utca – částečný řez

M1, též Millenniumi Földalatti Vasút, hovorově Kisföldalatti (česky malá podzemka), je jedna z linek budapešťského metra. Jedná se o nejstarší linku metra na evropské pevnině. Otevřena byla v roce 1896 u příležitosti oslav tisíciletí příchodu Maďarů do Karpatské kotliny. Je dlouhá 4,4 kilometru a nachází se na ní 11 stanic.

## Historie
V roce 1870 se budapešťské autority rozhodly pro výstavbu v současnosti jedné z nejvýznamnějších budapešťských tříd – Andrássy út. Její výstavba měla napomoci k odlehčení přeplněné Király utca a spojit Belváros s městským parkem (Városliget).

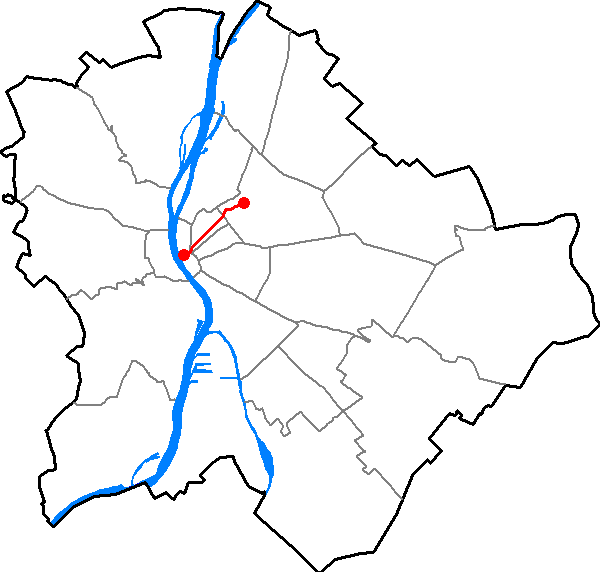
trasa linky M1

Radnice otevřeně nesouhlasila s vedením povrchové hromadné dopravy na ulici a stále více se přikláněla k výstavbě podzemní dráhy. Budapešťská radnice pověřila německou společnost Siemens & Halske přípravou konstrukčních plánů. Radnice si však dala jednu podmínku, a to, že podzemní dráha musí být hotova do oslav milénia v roce 1896.
Stavební práce pokročily poměrně rychle. Dráha byla postavena hloubenou metodou současně s výstavbou Andrássyho třídy. Jako první podzemní dráha na evropské pevnině byla Millenniumi Földalatti Vasút otevřená 2. května 1896 za přítomnosti Františka Josefa I.
Až do roku 1973 měla trasa 3 700 metrů a deset stanic, přičemž jedna z nich (Széchenyi fürdő) byla nadzemní. Vlaky jezdily každé dvě minuty a podzemní dráha měla celkovou přepravní kapacitu 35 tisíc pasažérů denně. Linka M1 má obdivuhodnou secesní výzdobu. Stanice jsou obloženy keramickými obkladačkami v bílé a hnědé barvě. Vozovku nad tratí podpírají litinové sloupy s dekorativními hlavicemi. Stanice, které byly postaveny nově, působí modernějším dojmem.
V roce 1973 byla dokončena první větší rekonstrukce podzemní dráhy. Stanice v zoologické zahradě (Állatkert) byla uzavřena, stanice Széchenyi fürdő byla přeložena do podzemí, nástupiště byla prodloužena a také samotná trať byla prodloužena o dalších 1 250 metrů do stanice Mexikói út, kde bylo vybudováno i nové depo. Byl obnoven signalizační systém a na trať se dostaly nové vlakové soupravy Ganz.
V roce 1976, s dokončením prvního úseku linky M3, se začala používat barevná schémata značení jednotlivých linek. Pro linku M1 se od té doby používá žlutá barva. V 80. letech se objevily další problémy, které vyžadovaly neodkladnou rekonstrukci – izolace i samotné kolejnice byly v dezolátním stavu. Roku 1988 se podařilo vyztužit pouze část tunelů pod Andrássyho třídou a vyměnit izolaci tunelů mezi Kodály körönd a Hősök tere.

## Stanice

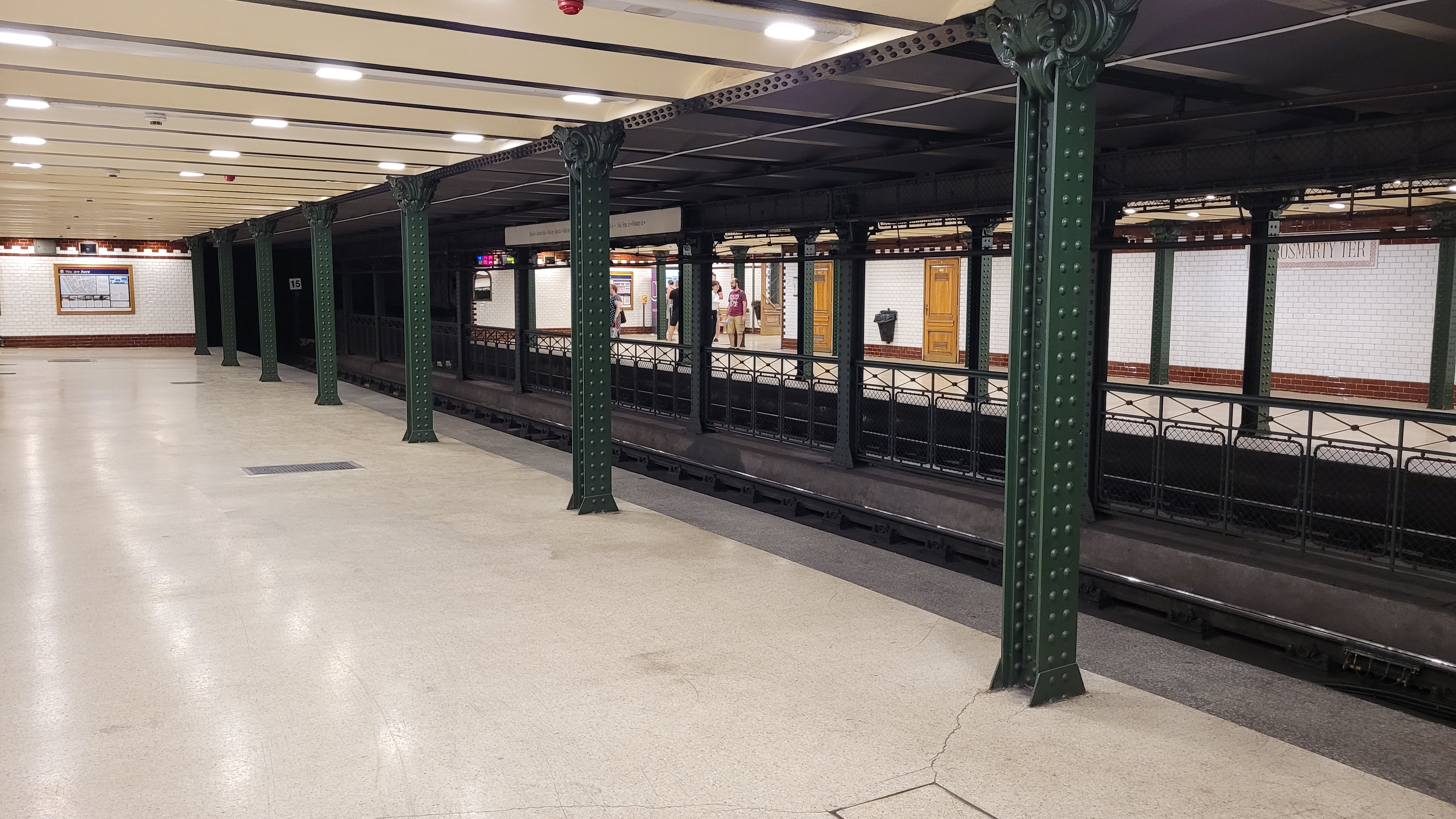
Vörösmarty tér (1896)
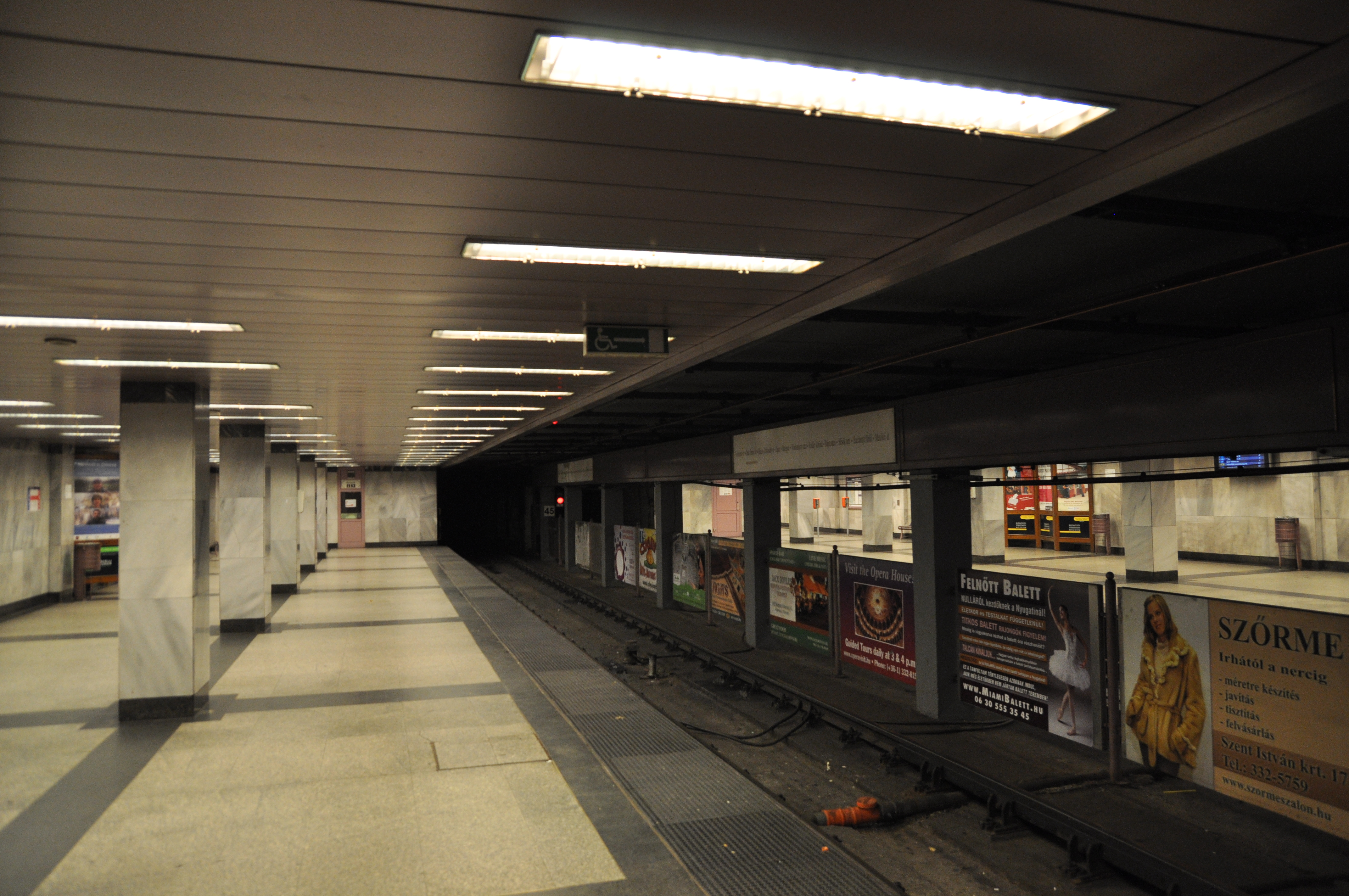
Deák Ferenc tér (1896, později přesunuta)
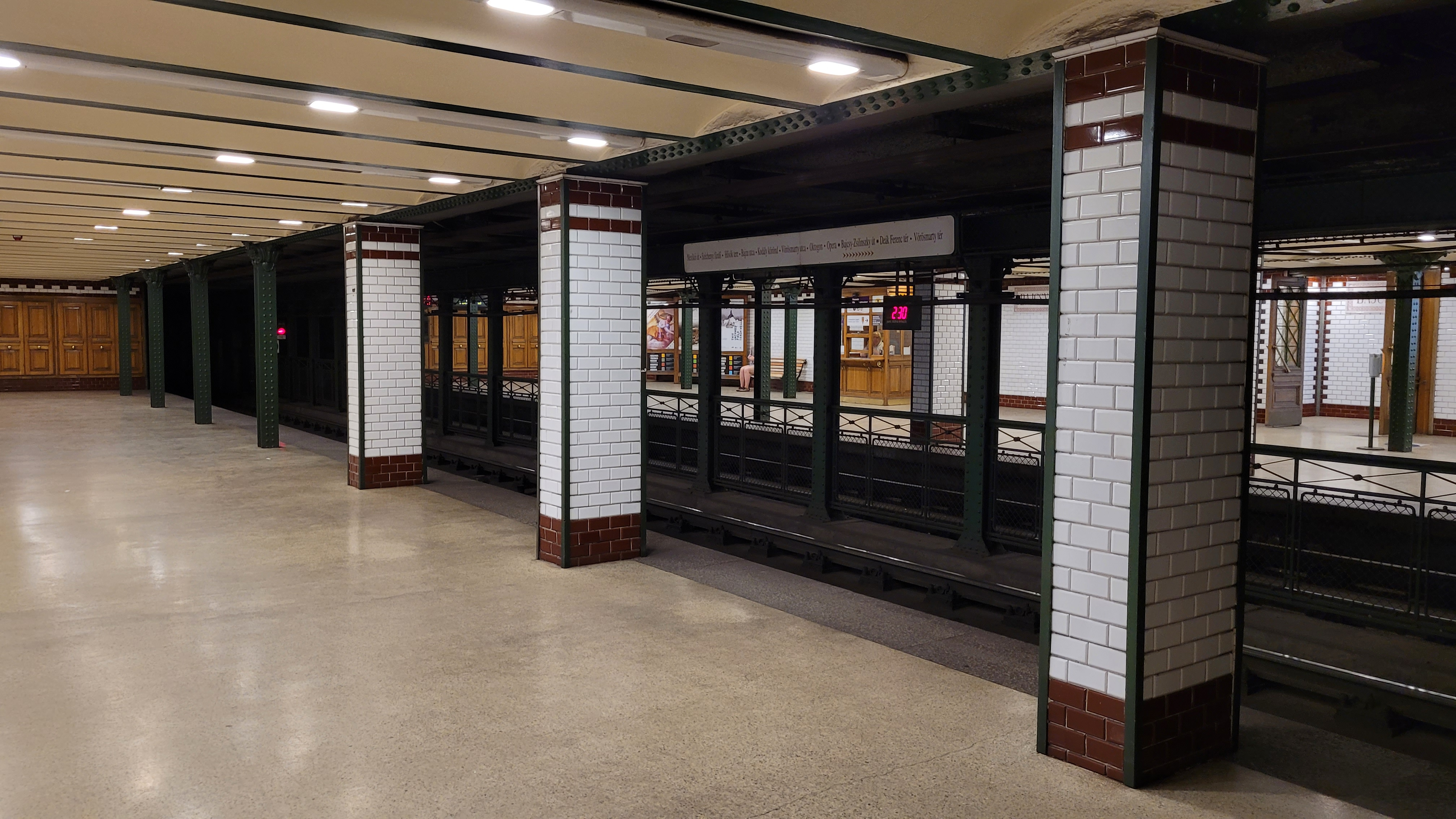
Bajcsy-Zsilinszky út (1896)
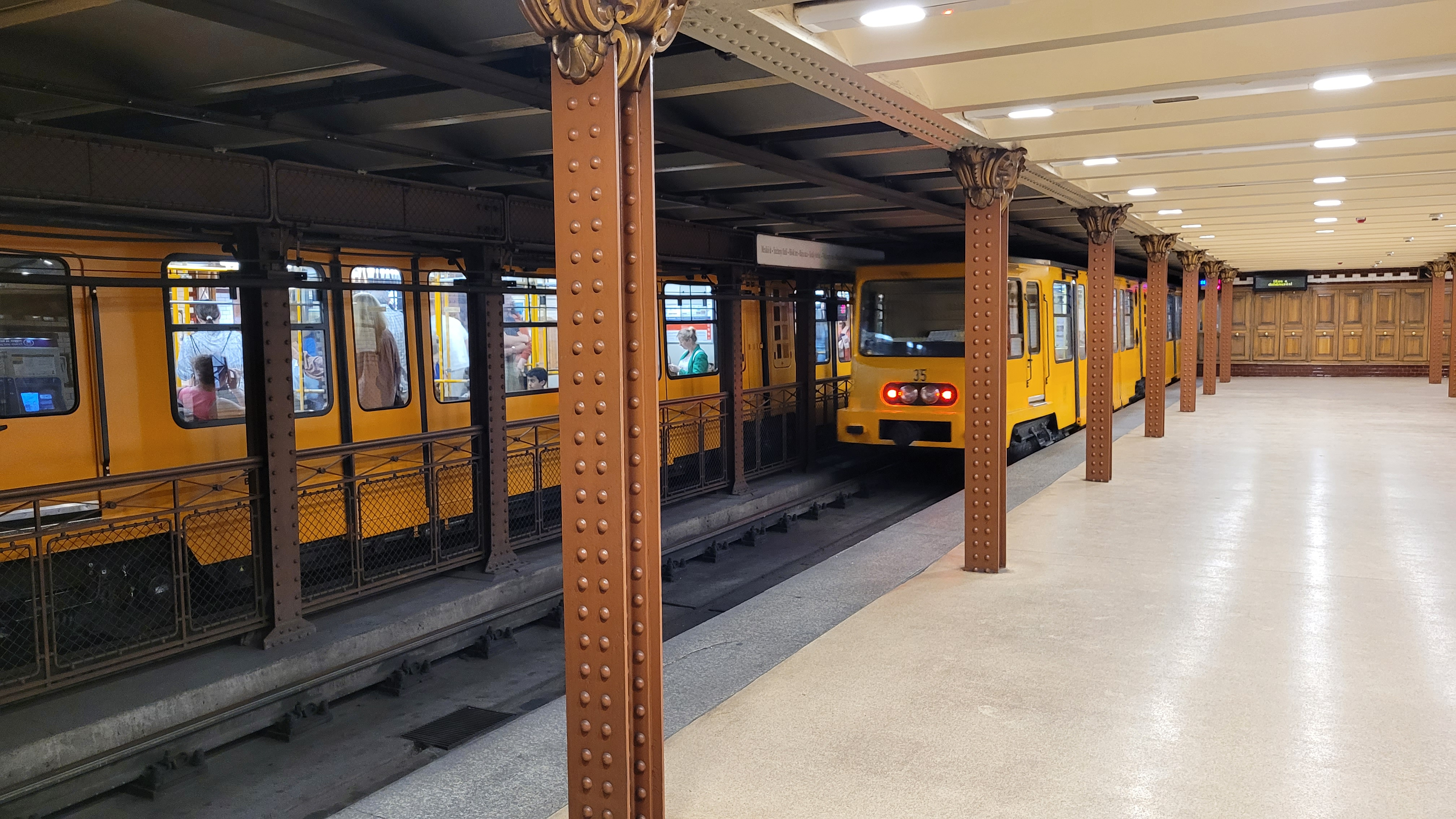
Opera (1896)
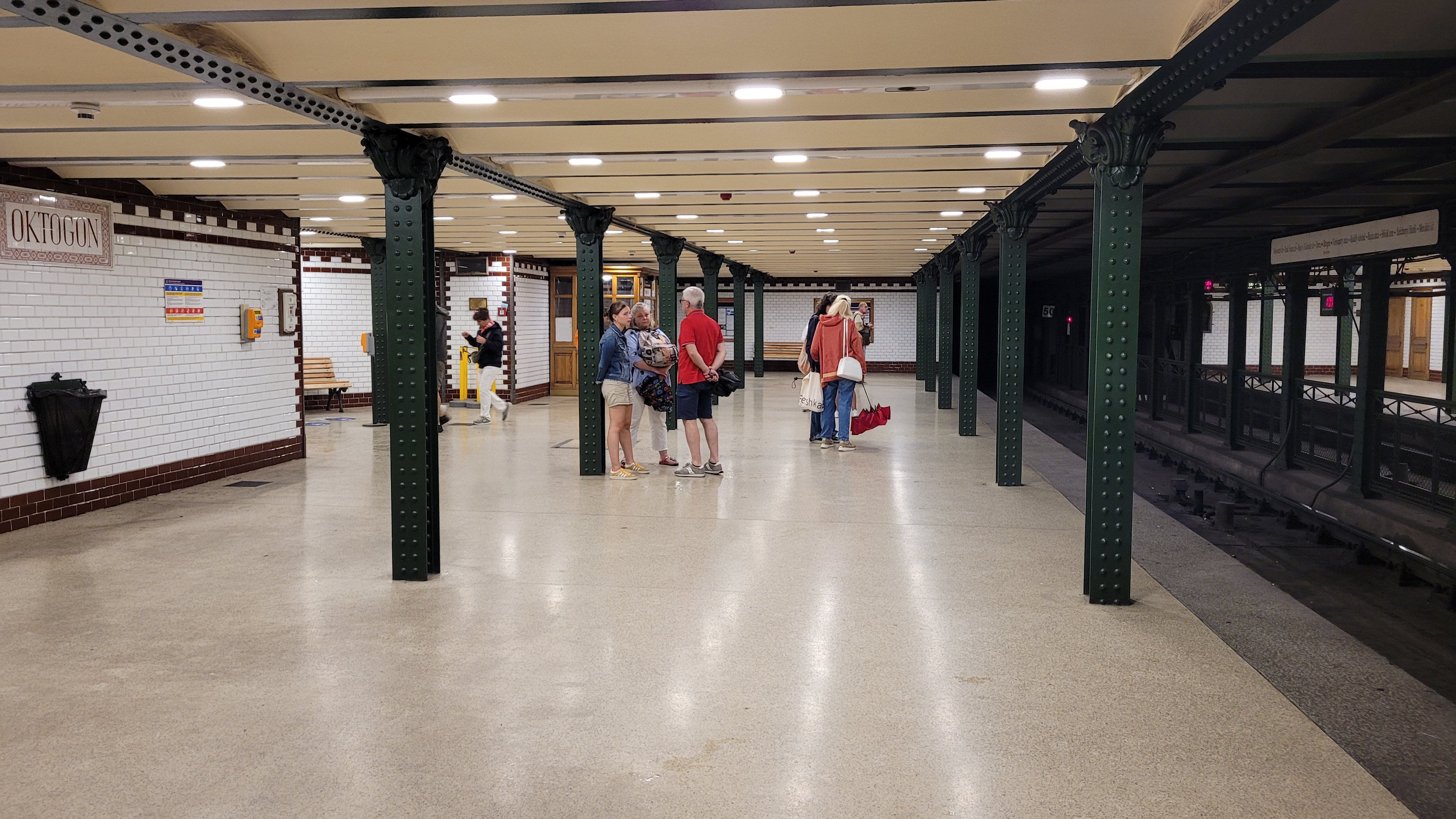
Oktogon (1896)
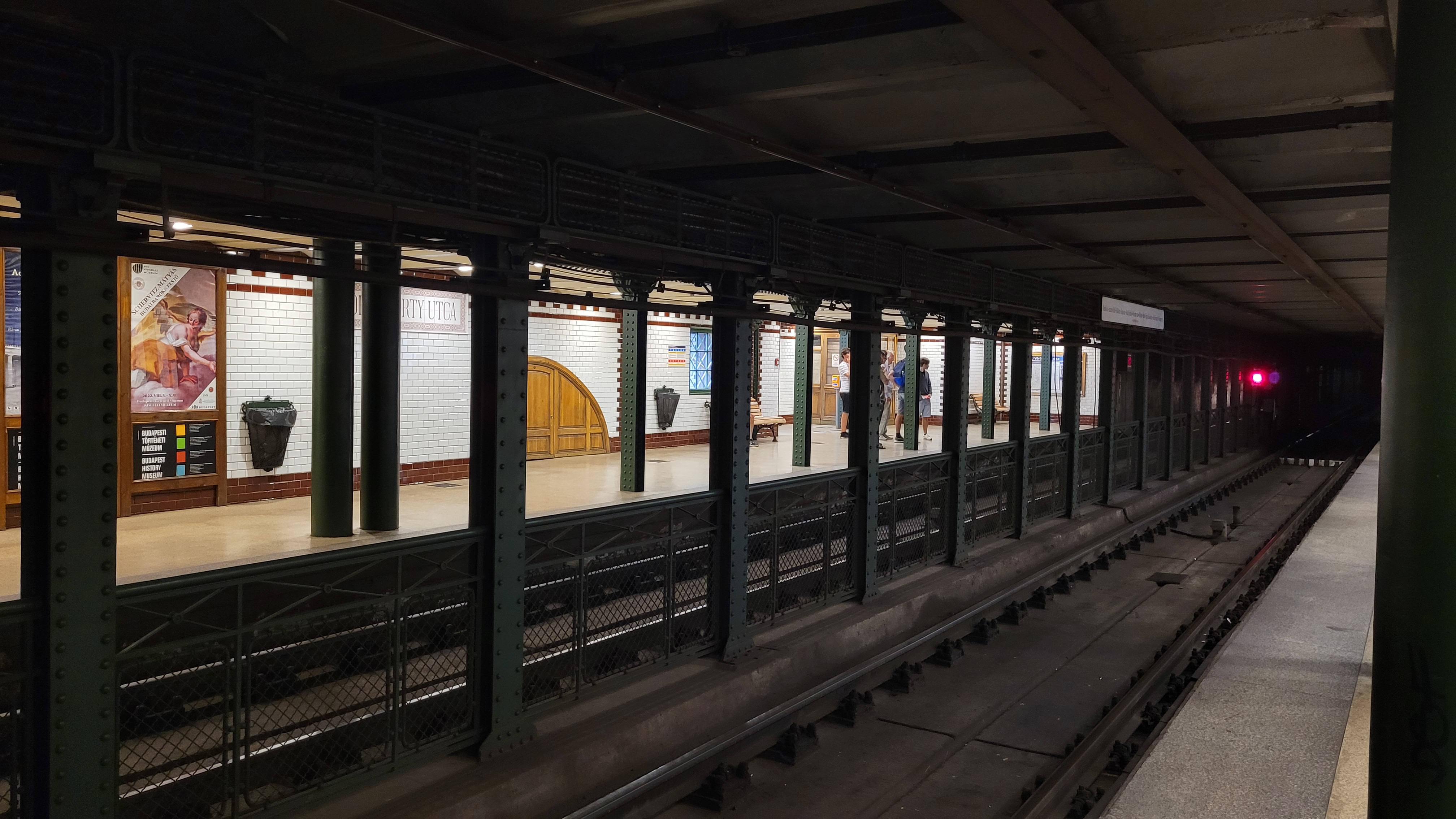
Vörösmarty utca (1896)
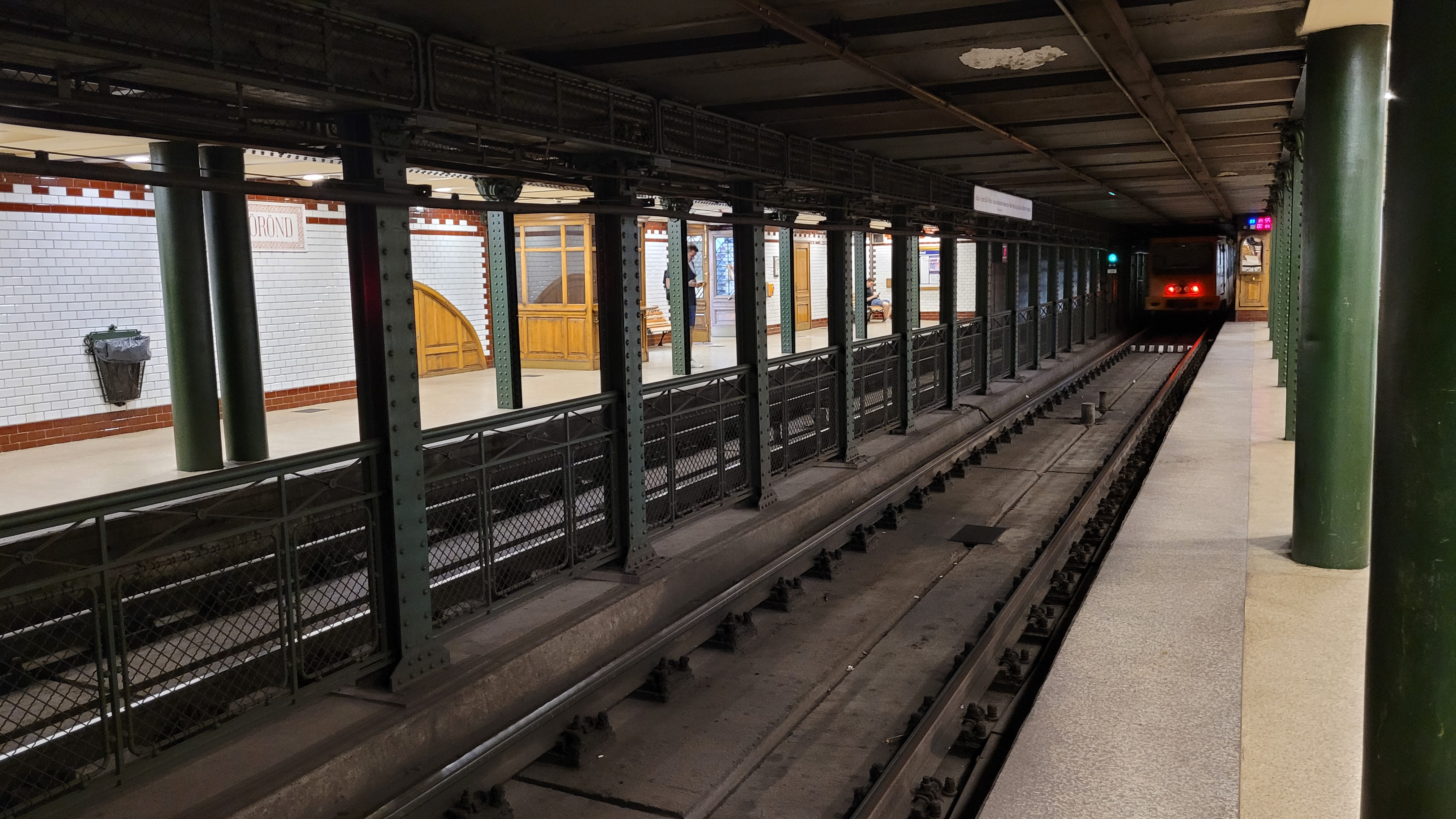
Kodály körönd (1896)
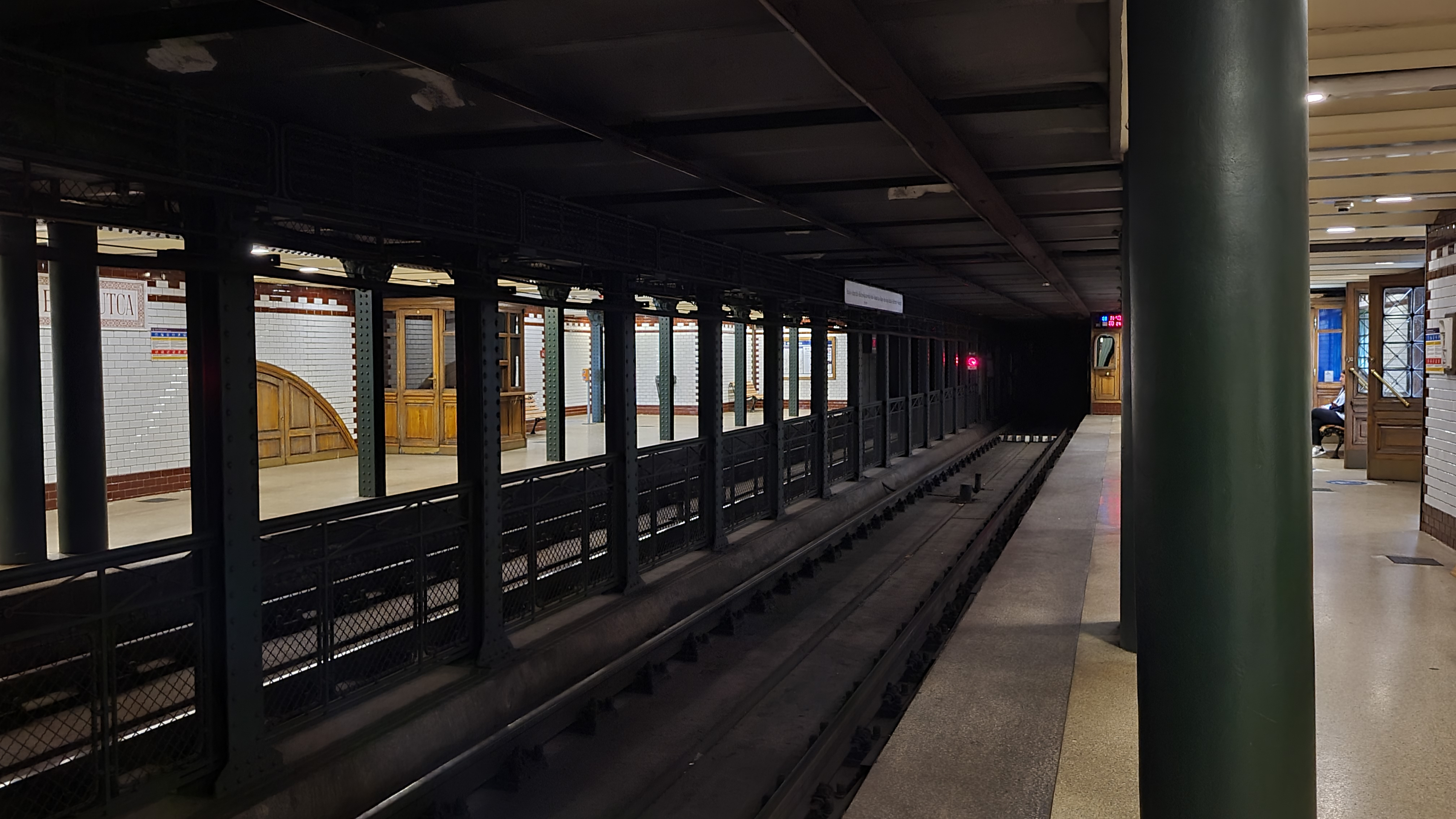
Bajza utca (1896)
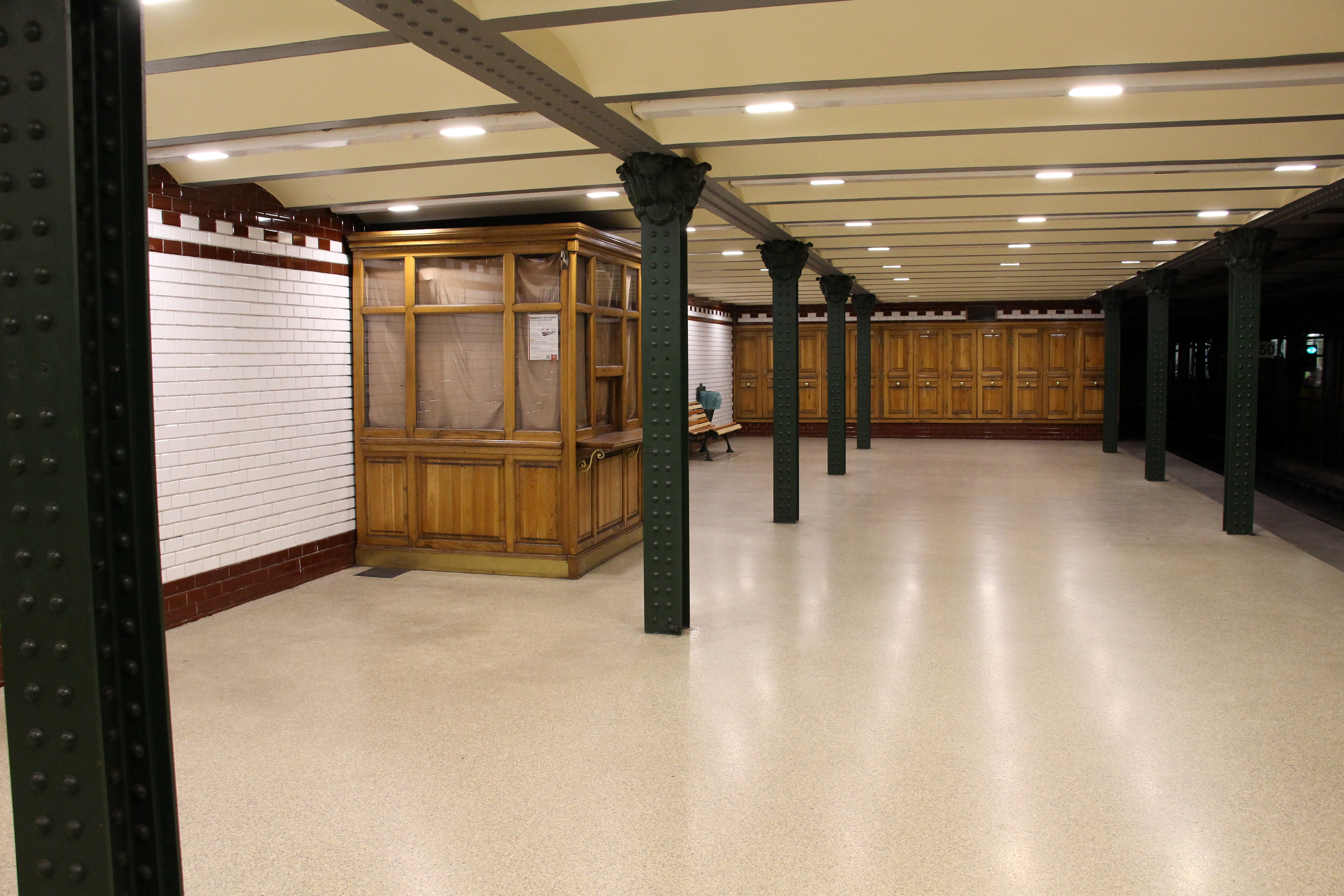
Hősök tere (1896)
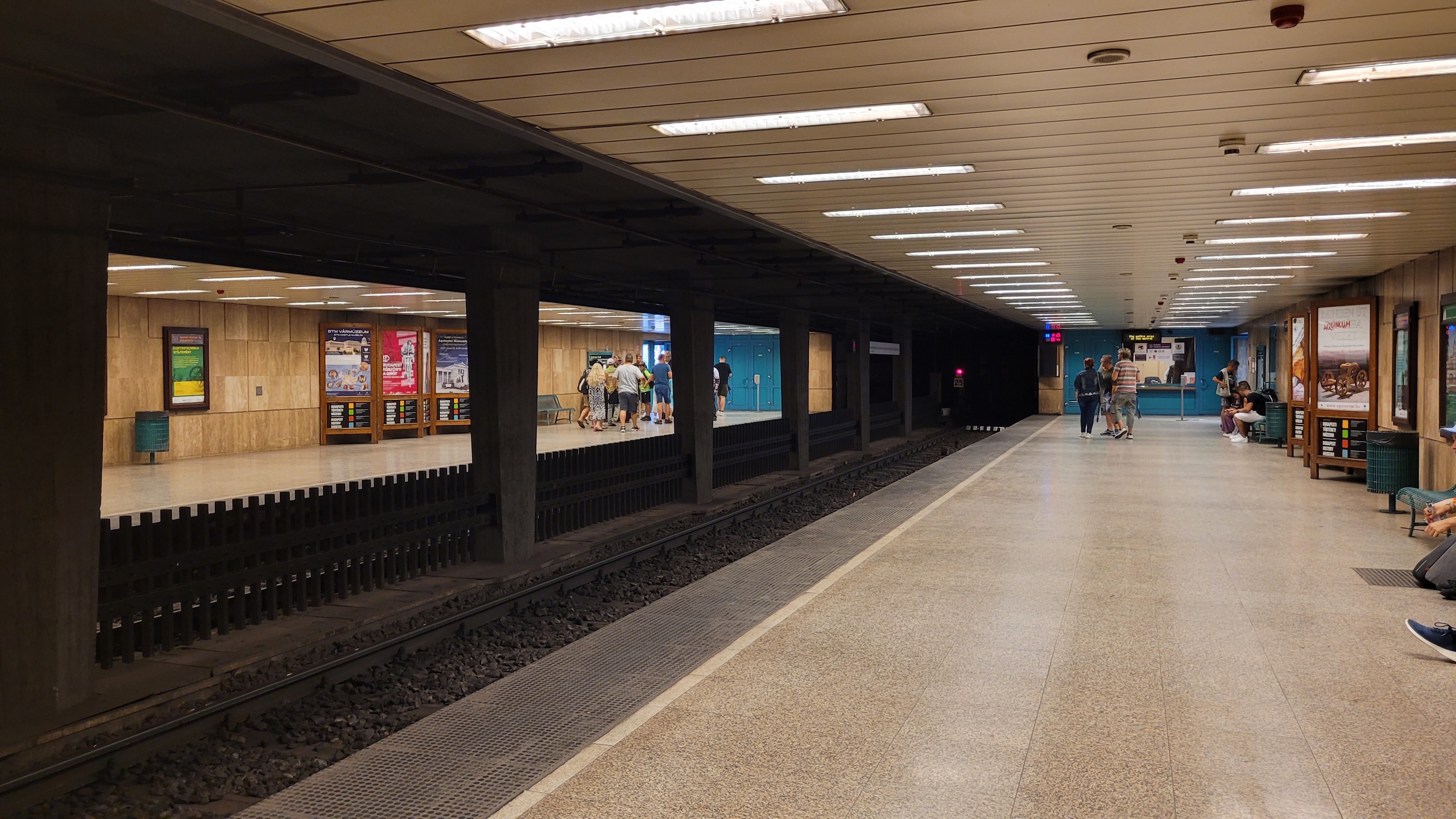
Széchenyi fürdő (1896–1973 nadzemní, 1973 přesunuta do podzemí)
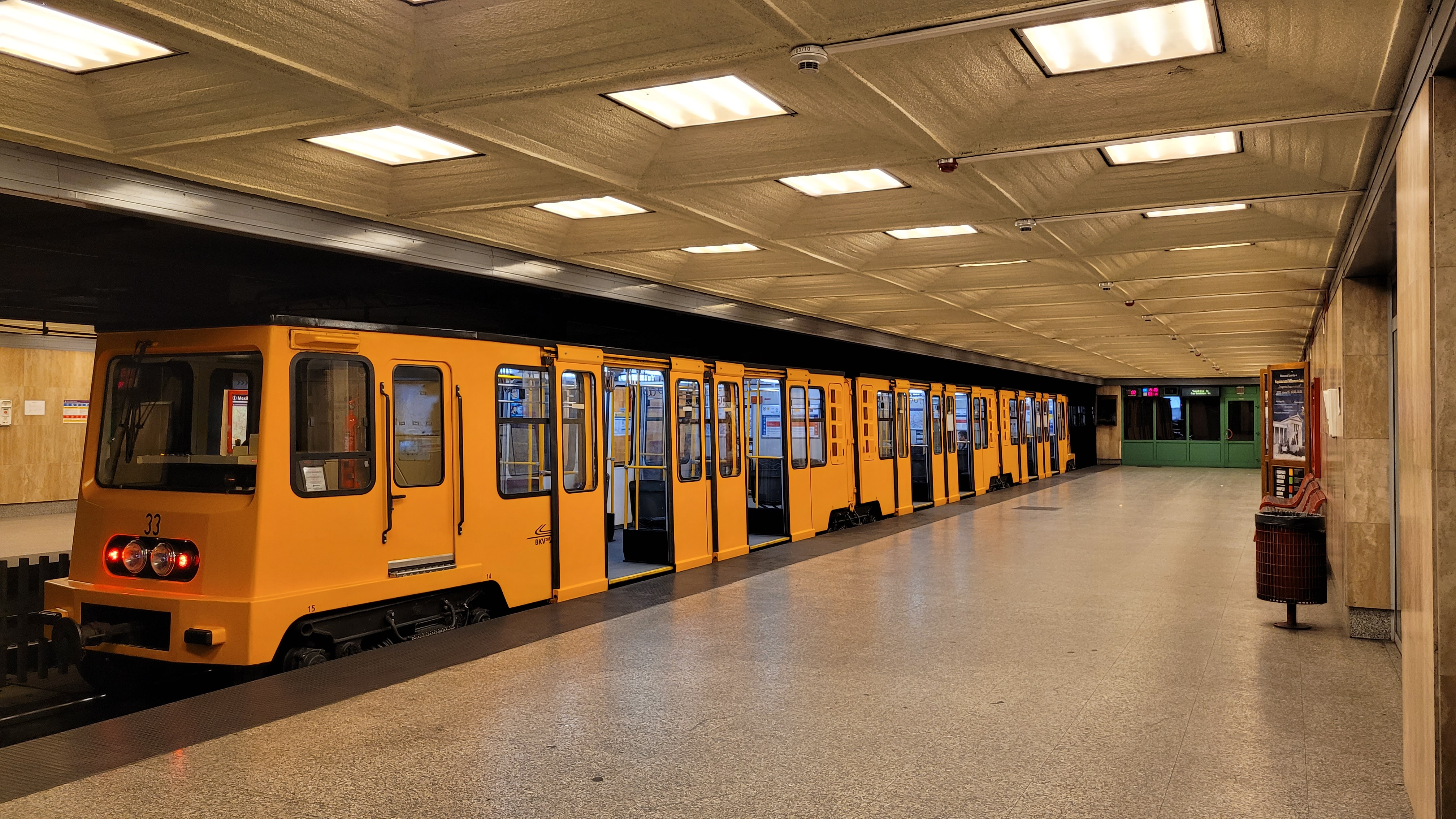
Mexikói út (1973)

## Vozový park
Linku obsluhují třívozové jednotky Ganz MFAV.